# Élections législatives luxembourgeoises de 1919
Les élections législatives de 1919 (en luxembourgeois : Chamberwale vum 26. Oktober 1919 et en allemand : Kammerwahlen vom 26. Oktober 1919) ont eu lieu le 26 octobre 1919 afin de désigner les quarante-huit députés de la législature 1919-1922 de la Chambre des députés du Luxembourg.

## Organisation

### Mode de scrutin

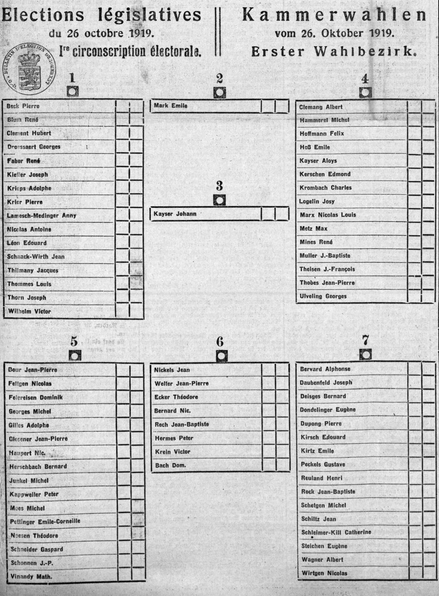
Bulletin de vote pour les élections législatives dans la 1re circonscription.

La loi du 15 mai 1919 portant révision de la Constitution introduit le suffrage universel : le droit de vote n’est plus soumis au cens et est aussi reconnu aux femmes. L’âge électoral est abaissé à 21 ans. La représentation n’est plus majoritaire, mais proportionnelle, avec un scrutin de liste. Le mandat dure six ans, et tous les trois ans, la moitié de la Chambre des députés est renouvelée — alternativement dans le Sud et l’Est et le Centre et le Nord. Elle comprend un député sur 5 500 habitants et cette règle de représentation parallèle à l’évolution démographique s’applique jusqu’en 1984.

## Résultats

### Résultats nationaux
| Partis                   | Partis                            | Voix      | %     | +/- | Sièges | +/- |
| ------------------------ | --------------------------------- | --------- | ----- | --- | ------ | --- |
|                          | Parti de la droite (RP)           | 655 695   | 49,72 |     | 27     | 4   |
|                          | Parti socialiste (SP)             | 231 672   | 17,57 |     | 8      | 4   |
|                          | Parti radical (Rad.)              | 210 450   | 15,96 |     | 7      | 3   |
|                          | Parti national indépendant (ONP)  | 82 297    | 6,24  |     | 3      | 1   |
|                          | Parti populaire indépendant (OVP) | 90 076    | 6,83  |     | 2      | 3   |
|                          | Cartel (K)                        | 22 057    | 1,67  |     | 1      | 1   |
|                          | Liste Émile Mark (É. Mark)        | 14 055    | 1,07  |     | 0      | Nv  |
|                          | Parti ouvrier indépendant (OAP)   | 11 354    | 0,86  |     | 0      | Nv  |
|                          | Liste Joseph Kayser (J. Kayser)   | 1 084     | 0,08  |     | 0      | Nv  |
| Total des voix           | Total des voix                    | 1 318 740 | 100   |     |        |     |
|                          |                                   |           |       |     |        |     |
| Votes valides            |                                   |           |       |     |        |     |
| Votes blancs et nuls     |                                   |           |       |     |        |     |
| Total                    | Total                             | -         | 100   | -   | 48     | 5   |
| Abstentions              |                                   |           |       |     |        |     |
| Inscrits / Participation |                                   |           |       |     |        |     |

### Résultats par circonscription
| Sud Est Centre Nord |

| Circonscriptions         | Circonscriptions | Sud     | Sud     | Sud    | Sud    | Est     | Est     | Est    | Est    | Centre  | Centre  | Centre | Centre | Nord    | Nord    | Nord   | Nord   |
| ------------------------ | ---------------- | ------- | ------- | ------ | ------ | ------- | ------- | ------ | ------ | ------- | ------- | ------ | ------ | ------- | ------- | ------ | ------ |
|                          |                  |         |         |        |        |         |         |        |        |         |         |        |        |         |         |        |        |
| Sièges                   | Sièges           | 16      | 16      | 16     | 16     | 7       | 7       | 7      | 7      | 13      | 13      | 13     | 13     | 12      | 12      | 12     | 12     |
|                          |                  |         |         |        |        |         |         |        |        |         |         |        |        |         |         |        |        |
|                          |                  | Nombre  | Nombre  | %      | %      | Nombre  | Nombre  | %      | %      | Nombre  | Nombre  | %      | %      | Nombre  | Nombre  | %      | %      |
| Total des voix           | Total des voix   | 472 906 | 472 906 | 100,00 | 100,00 | 120 099 | 120 099 | 100,00 | 100,00 | 398 784 | 398 784 | 100,00 | 100,00 | 326 951 | 326 951 | 100,00 | 100,00 |
| Valides                  | Valides          |         |         |        |        | 18 075  | 18 075  | 94,86  | 94,86  |         |         |        |        | 28 795  | 28 795  | 96,02  | 96,02  |
| Blancs et nuls           | Blancs et nuls   | 979     | 979     | 5,14   | 5,14   | 1 195   | 1 195   | 3,99   | 3,99   |         |         |        |        |         |         |        |        |
| Votants                  | Votants          | 19 054  | 19 054  | 100,00 | 100,00 | 29 990  | 29 990  | 100,00 | 100,00 |         |         |        |        |         |         |        |        |
| Abstentions              |                  |         |         |        |        |         |         |        |        |         |         |        |        |         |         |        |        |
| Inscrits / Participation |                  |         |         |        |        |         |         |        |        |         |         |        |        |         |         |        |        |
|                          |                  |         |         |        |        |         |         |        |        |         |         |        |        |         |         |        |        |
| Partis                   | Partis           | Voix    | %       | Sièges | +/−    | Voix    | %       | Sièges | +/−    | Voix    | %       | Sièges | +/−    | Voix    | %       | Sièges | +/−    |
|                          | RP               | 173 739 | 36,74   | 7      | 7      | 90 252  | 75,15   | 6      | 6      | 180 545 | 45,27   | 6      | 6      | 211 159 | 64,58   | 8      | 8      |
|                          | SP               | 118 975 | 25,16   | 4      | 4      |         |         |        |        | 83 151  | 20,85   | 3      | 3      | 29 546  | 9,04    | 1      | 1      |
|                          | Rad.             | 88 852  | 18,79   | 3      | 3      | 121 598 | 30,49   | 4      | 4      |         |         |        |        |         |         |        |        |
|                          | ONP              |         |         |        |        |         |         |        |        | 82 297  | 25,17   | 3      | 3      |         |         |        |        |
|                          | OVP              | 64 847  | 13,71   | 2      | 2      | 7 790   | 6,49    | 0      | Nv     | 13 490  | 3,38    | 0      | Nv     | 3 949   | 1,21    | 0      | Nv     |
|                          | K                |         |         |        |        | 22 057  | 18,37   | 1      | 1      |         |         |        |        |         |         |        |        |
|                          | É. Mark          | 14 055  | 2,97    | 0      | Nv     |         |         |        |        |         |         |        |        |         |         |        |        |
|                          | OAP              | 11 354  | 2,40    | 0      | Nv     |         |         |        |        |         |         |        |        |         |         |        |        |
|                          | J. Kayser        | 1 084   | 0,23    | 0      | Nv     |         |         |        |        |         |         |        |        |         |         |        |        |